# Werner Pusch
Werner Karl Heinrich Pusch (* 17. August 1913 in Templin; † 16. September 1988 in Gauting) war ein deutscher Gymnasiallehrer und SPD-Politiker.

## Leben
Werner Pusch war Sohn des gräflichen Försters Karl Heinrich Pusch und der Frieda Marie Johanna Pusch, geb. Heinicke, beide evangelischer Konfession. Nach dem Abitur begann Pusch ein Studium der Neuphilologie und Geschichte, das er mit beiden Staatsexamen beendete. 1937 trat er in den Höheren Schuldienst ein. Von 1939 bis 1945 nahm er als Soldat am Zweiten Weltkrieg teil. Er wurde verwundet und zum Leutnant ernannt. Bei Kriegsende geriet er in Gefangenschaft. Pusch wurde von 1947 bis 1949 als Angestellter beim Staatsministerium in Württemberg-Baden beschäftigt. Er arbeitete 1949/50 als Angestellter beim Süddeutschen Rundfunk (SDR) und war dort Archivleiter. Von 1950 bis 1953 war er erneut als Studienassessor im Schuldienst in Korntal tätig. Später wurde er zum Oberstudiendirektor befördert. Er wechselte in den Schuldienst nach Hessen. Bis zu seiner Pensionierung war Pusch in der Erwachsenenbildung des zweiten Bildungswegs tätig als Leiter des Hessenkollegs Wetzlar, das er selbst seit 1967 aufbaute und leitete. Für Gustav Adolf Schlemm schrieb er 1967 das Libretto für dessen Oper Der Kaiser. Er war 1968–1972 Stadtrat in Wetzlar. Er trat 1978 als Oberstudiendirektor in den Ruhestand und zog nach Gauting, wo er 10 Jahre später verstarb.

## Politik
Pusch war von 1929 bis 1933 Mitglied der Sozialistischen Arbeiter-Jugend (SAJ) in Breslau. 1947 trat er in die Sozialdemokratische Partei Deutschlands ein. Pusch war 1951–1953 Ratsmitglied der Gemeinde Korntal. Dem Deutschen Bundestag gehörte er ab der Bundestagswahl 1953 bis 1961 an. In beiden Wahlperioden war er über die Landesliste Baden-Württemberg ins Parlament eingezogen.